# Sierra Madre de Oaxaca
Sierra Madre de Oaxaca är en bergskedja i Mexiko.   Den ligger i delstaten Oaxaca, i den sydöstra delen av landet, 400 km sydost om huvudstaden Mexico City.